# 2016년 영화
다음은 2016년 영화에 대한 정보이다. 이 해에 개봉된 영화와 주요 박스오피스, 영화제 등을 기재한다.

## 2016년 박스오피스
2016년 내에 개봉된 영화를 대상으로 한 전 세계 박스오피스 순위는 다음과 같다.
| 순위 | 제목                              | 배급사        | 전 세계 수익   |
| ---- | --------------------------------- | ------------- | -------------- |
| 1    | 캡틴 아메리카: 시빌 워            | 디즈니        | $1,153,304,495 |
| 2    | 로그 원: 스타워즈 스토리          | 디즈니        | $1,042,305,309 |
| 3    | 도리를 찾아서                     | 디즈니        | $1,028,169,641 |
| 4    | 주토피아                          | 디즈니        | $1,023,784,195 |
| 5    | 정글북                            | 디즈니        | $966,550,600   |
| 6    | 마이펫의 이중생활                 | 유니버셜      | $875,457,937   |
| 7    | 배트맨 대 슈퍼맨: 저스티스의 시작 | 워너 브라더스 | $873,260,194   |
| 8    | 신비한 동물사전                   | 워너 브라더스 | $810,527,930   |
| 9    | 데드풀                            | 20세기 폭스   | $783,112,979   |
| 10   | 수어사이드 스쿼드                 | 워너 브라더스 | $745,600,054   |